# 史諾霍米須郡
史諾霍米須郡（英語：Snohomish County）是美国华盛顿州普吉特灣東岸的一個郡，面積5,689平方公里。截至2023年人口估計有84萬4,761人，是該州第三大郡，僅次於金郡和皮尔斯郡，同時也是全美第75大人口郡。郡治是埃弗里特（Everett），亦為郡內第一大城。斯諾霍米什郡於1861年1月14日自岛县獨立出，郡名來自史諾荷密什人（印第安人的一支）。
斯諾霍米什郡被包括在大西雅圖都會區。該郡的西部面對普吉特灣和其他水域，大部分人口和城市集中於此。郡的東部是山區，是喀斯喀特山脉和贝克山-斯诺夸尔米国家森林的一部分，城市主要散佈在河流沿岸。